# Лемке, Владимир Петрович
Владимир Петрович Лемке (? — ?) — российский фотограф и советский кинооператор.

## Биография
В 1911—1912 работал фотографом в Санкт-Петербургском художественно-научном фотобюро «Плэн-Эр». С 1918 оператор Петроградского кинокомитета. Снимал кинохронику и первые советские агитационные короткометражные фильмы. Был заведующим кинолаборатории петроградской кинофабрики «Севзапкино». С конца 1923 работал оператором в Азербайджанском фотокиноуправлении (АФКУ) и на студии «Кино-горняк» в Баку. В 1926—1928 оператор Ялтинской и Одесской студий Всеукраинского фотокиноуправления (ВУФКУ).

## Фильмография
- 1918 — Уплотнение
- 1919 — Все под ружьё!
- 1919 — Победа мая
- 1919 — Пролетарград на страже революции
- 1921 — Лесные братья
- 1921 — Чёрные дни Кронштадта
- 1923 — 25-летие РКП(б)
- 1923 — Легенда о Девичьей башне
- 1924 — Горняк-нефтяник на отдыхе и лечении
- 1924 — Око за око, газ за газ
- 1924 — Сова
- 1926 — Алим[2]
- 1926 — Трипольская трагедия
- 1927 — Одна ночь
- 1927 — Тени Бельведера
- 1928 — Земля зовёт